# Широкое (Криворожский район)
Широ́кое (укр. Широке) — село в Криворожском районе Днепропетровской области, Украина.
Является административным центром Широковского сельского совета, в который, кроме того, входят сёла Вольный Посад, Вольный Табор, Новосёловка, Романовка и Шевченково.
Население по переписи 2001 года составляло 1337 человек.

## Название

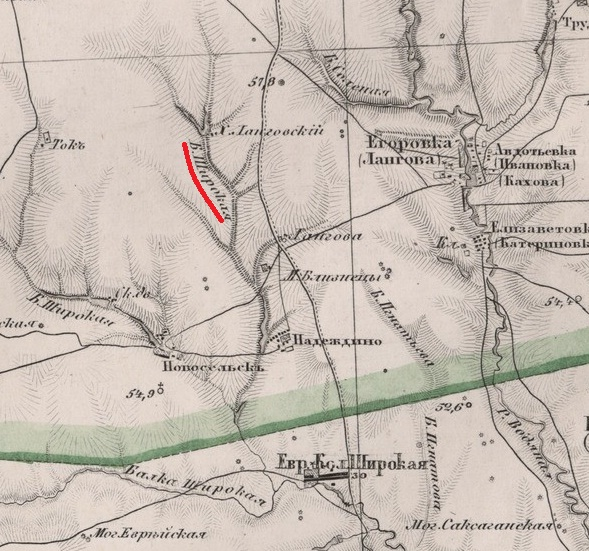
Балка Широкая на карте XIX века. Зелёная линия — граница между Екатеринославской (вверху) и Херсонской (внизу) губерниями

Название села, очевидно произошло от названия балки Широкой, при которой оно расположено. На современных топографических картах она не указывается, однако на картах XIX — первой половины XX веков она есть.
Южная часть современного села — Григорьевка (в документах встречаются также такие названия: Григоро-Григорьевка, Григорьево-Григорьевка, Григорьево-Григорьевское), ранее бывшая отдельным населенным пунктом — получила своё название, по фольклорным источникам, от имени основателя Григория Григоровича.

## Физико-географическая характеристика
Широкое расположено на степном плато междуречья рек Саксагани и Каменки. Село вытянуто вдоль одного из северных отрогов балки Широкой (бассейн Каменки), на пересыхающем водотоке которой сооружено несколько ставков.
Село расположено в восточной части Криворожского района, в 12 км от Кривого Рога. Широкое находится на расстоянии в 1,5 км от сёл Вольный Табор (на севере), Новосёловка (на западе) и посёлка Новые Садки (на юге).
С запада на восток через село, деля его на две части, пролегает автомобильная дорога национального значения Н-11.

## История

### XIX — начало XX века
Основание села относится к началу XIX века (по другим данным — к последней четверти XVIII века). До 1934 года село делилось на два населённых пункта: собственно Широкое и Григоро-Григорьевку (основана в середине XIX века, южная часть современного Широкого).
По данным X ревизии 1858 года в Широком (упоминается как деревня Широкая) проживало 164 жителя (86 мужчин и 78 женщин), в Григоро-Григорьевке (упоминается как деревня Григорьево-Григорьевка) — 87 человек (41 мужчина и 46 женщин). В 1859 году в Григорьево-Григорьевке насчитывалось 12 дворов и 70 жителей (40 мужчин и 30 женщин).
В начале 60-х годов XIX века Широким владел В. Е. Жиленков, Григорьево-Григорьевкой — Г. П. Потоцкий.
После крестьянской реформы 1861 года оба населённых пункта перешли на выкуп: Широкое в феврале 1864 года, Григорьево-Григорьевка — через год. В Широком на выкуп было отведено 130 десятин земли (65 наделов по 2 десятины), в Григорьево-Григорьевке — 84 десятины (21 надел по 4 десятины).
По состоянию на 1886 год Широкое и Григорьево-Григорьевка входили в состав Марьяновской волости Верхнеднепровского уезда Екатеринославской губернии. На конец XIX века в Широком и Григорьево-Григорьевке, в общей сложности, насчитывалось 57 дворов (40 и 17 соответственно), а также 434 жителя (300 чел. и 134 чел. соответственно). По данным Статистического отделения губернского земства, опубликованным в 1902 году, в Широком было 45 дворов и 262 жителя (141 мужчина и 121 женщина), в Григорьево-Григорьевке — 19 дворов и 141 житель (69 мужчин и 72 женщины).
По данным, опубликованным в 1908 году Екатеринославской духовной консисторией в «Справочной книге Екатеринославской епархии», Широкое и Григорьево-Григорьевка относились к приходу Преображенской церкви в селе Авдотьевка Марьяновской волости. Там же приводились данные по количеству населения: в Широком — 279 человек (141 мужчина и 138 женщин), в Григорьево-Григорьевке — 127 (60 мужчин и 67 женщин). Эти цифры, однако, не совпадают с данными за 1908 год, которые приводит Губернская землеустроительная комиссия: в Широком было 57 хозяйств, а количество жителей составляло 321 человек (180 мужчин и 141 женщина); в Григорьево-Григорьевке — 21 хозяйство и 143 жителя (68 мужчин и 75 женщин). Согласно же отчету Верхнеднепровской уездной земской управы за 1908 год, в Широком проживало 332 жителя (169 мужчин и 163 женщины); в Григорьево-Григорьевке — 173 жителя (87 мужчин и 86 женщин).
На 1910 год в Широком насчитывалось 53 двора и 345 жителей (176 мужчин и 169 женщин), в Григорьево-Григорьевке — 23 двора и 177 жителей (89 мужчин и 88 женщин)
В конце ноября 1917 года в Широком был образован солдатский комитет, члены которого — А. Я. Яловой, Т. Ю. Яловой, П. Г. Остапенко, — были расстреляны немцами в 1918 году.

### Советский период

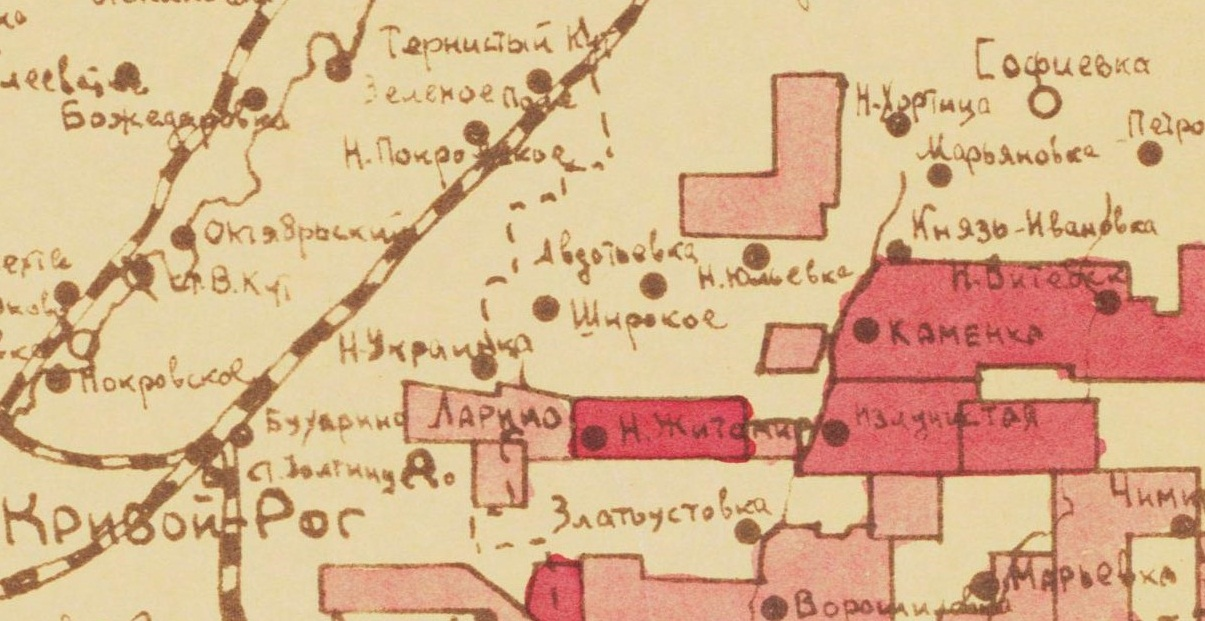
Широкое (в центре) на карте Криворожского округа. Середина 1920-х годов

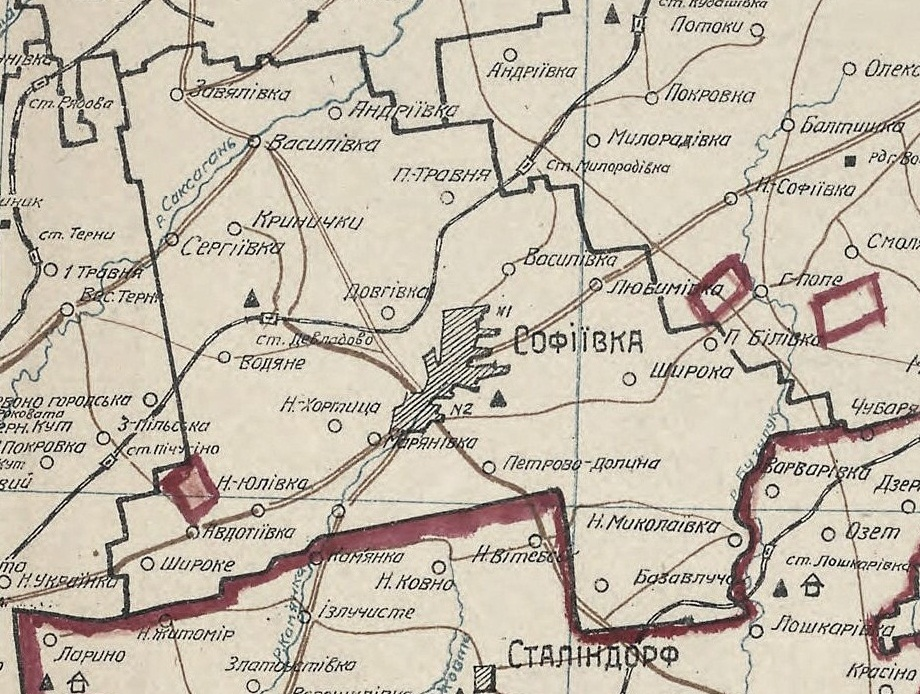
Широкое в составе Софиевского района Днепропетровской области, 1935 год

С 1919 по 1923 год, в составе Марьяновской волости, Широкое и Григорьево-Григорьевка входили в 4-й район Криворожского уезда. После образования Криворожского округа эти населённые пункты вошли в его границы в составе Авдотьевского сельского совета Софиевского района.
В 1924 году в Широком образовываются партийная и комсомольская ячейки.
В 1925 году Широкое упоминается под названием Широкое № 2 (в Софиевском районе, помимо этого, было еще одно Широкое, которое упоминается как Широкое № 1). В это время здесь насчитывалось 96 хозяйств, а количество населения составляло 394 человека (196 мужчин и 198 женщин). В пользовании было 1011 десятин земли, 2 колодца. В селе была кузница, школа соцвоса (начальная школа). В это же время в Григоро-Григорьевке количество хозяйств составляло 41, население — 187 человек (77 мужчин и 110 женщин). В пользовании находилось 436 десятин земли, 2 колодца. Преобладающая национальность в обоих населённых пунктах — украинцы.
В 1935 году Широкое административно относилось к Софиевскому району Днепропетровской области.

#### Великая Отечественная война
Во время Великой Отечественной войны, с 1941 по 1944 год Широкое находилось под оккупацией. В это время оно административно относилось к генеральному округу Днепропетровск в составе рейхскомиссариата Украина.
Пролегающая через село дорога Кривой Рог — Днепропетровск (современная автодорога Н-11) имела для немцев стратегическое значение как составная часть шоссе Durchgangsstraße IV (DG IV). Для ее расширения нацисты использовали принудительный труд евреев. В 1942 году для размещения работающих на строительстве шоссе евреев в Широком был создан рабочий лагерь. Для таких лагерей были характерны рабский труд, высокая смертность, голод, пытки, издевательства и расстрелы. Лагерь просуществовал до декабря 1942 года, после чего оставшиеся в живых евреи были переведены в Любимовку. По пути часть заключенных была уничтожена.
Освобождения Широкого от оккупантов происходило в ходе Никопольско-Криворожской наступательной операции силами 37-й армии 3-го Украинского фронта. В феврале 1944 года село было освобождено от оккупационного режима.

#### Послевоенные годы
По состоянию на 1 сентября 1946 года село Широкое, вместе с Григорьевкой, входило в состав Широковского сельского совета Криворожского района.
В Широком располагалась центральная усадьба совхоза имени Мичурина, созданного в 1964 году.
По состоянию на 1968 год население села составляло 594 человека. В это время в селе работает 8-летняя школа, дом культуры (вместимость — 450 мест), библиотека.
В 80-х годах Широкое испытывало развитие как в экономической, так и в социальной сфере. 1 сентября 1984 года сдано в эксплуатацию новое здание Широковской средней школы, построенное ПМК-96 треста «Криворожсельстрой». В 1987 году в селе работали дом культуры и клуб (общая вместимость — 470 мест), средняя школа вместимостью 464 ученика, детсад-ясли на 75 мест, ФАП, отделение связи, магазин, тепличное хозяйство, две фермы КРС с общим поголовьем 1860 голов, машиноремонтный, строительный, складской, зерновой дворы.
По данным на 1989 год количество постоянного населения в Широком составляло 890 человек.

### Современность
В январе 2016 года, в рамках государственной политики декоммунизации, распоряжением сельского главы улица Ленинского Комсомола была переименована на Центральную улицу.

## Население
По данным последней переписи населения, производимой в 2001 году количество жителей Широкого составляло 1325 человек. При этом 91,17 % населения села указали родным языком украинский, русский — 8,45 %, белорусский — 0,3 %, молдавский — 0,07 %.

## Экономика
В селе работает ООО «АСС» — производитель томатных паст и соусов под торговой маркой «Помидора». Существует жилищно-коммунальное предприятие.

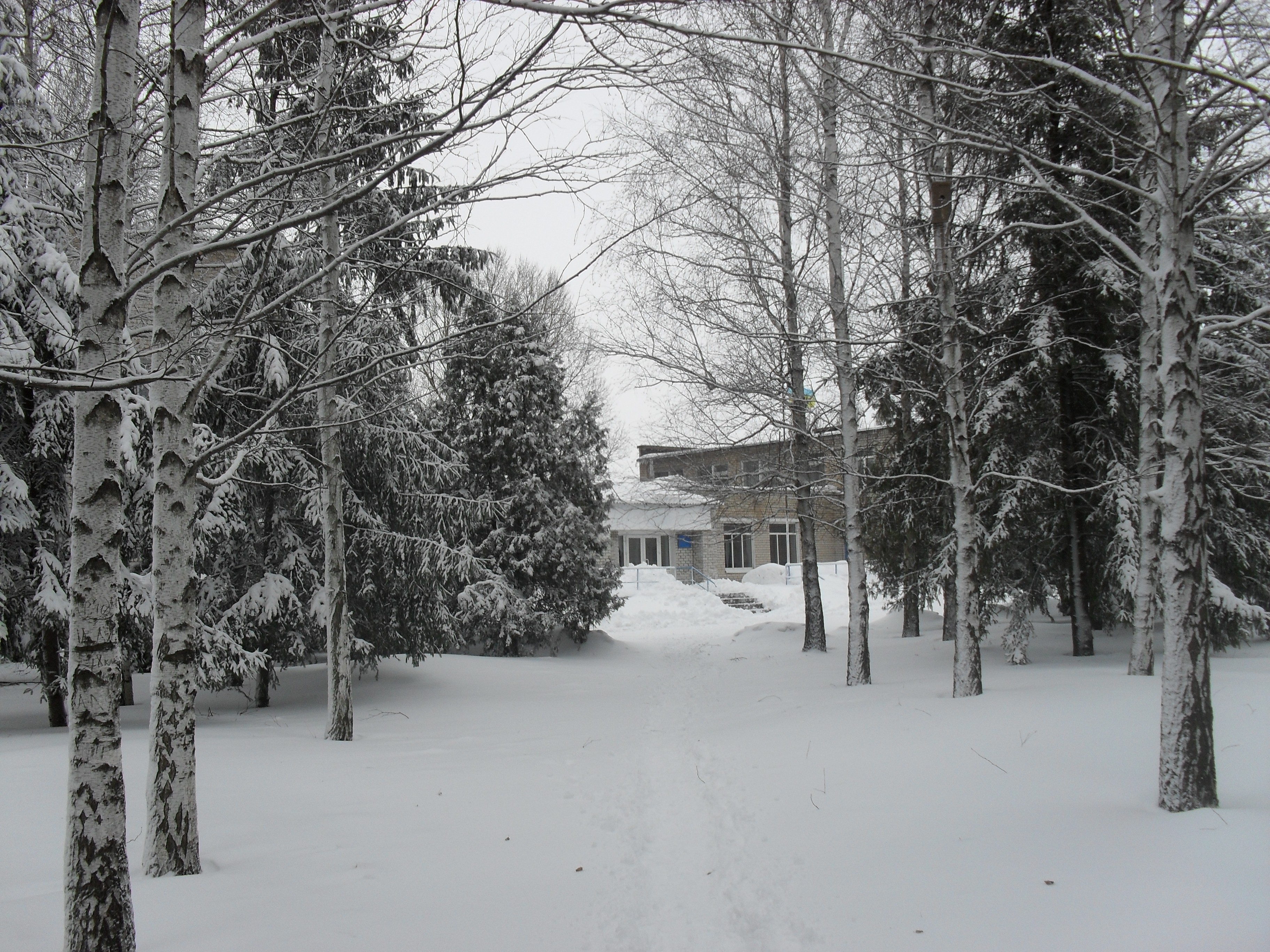
Широковская средняя общеобразовательная школа зимой 2010 года

## Объекты социальной сферы
- Широковская средняя общеобразовательная школа I—III степеней;
- детское дошкольное учреждение «Алёнка»;
- дом культуры;
- Широковская сельская библиотека — филиал № 31 Криворожской ЦБС;
- ФАП.

## Достопримечательности
- Братская могила советских воинов;
- Памятник И. В. Мичурину.